# Billy (cràter)
|  | No s'ha de confondre amb Baily (cràter) o Bailly (cràter). |

Billy és un cràter d'impacte de la Lluna que es troba a l'extrem sud de l'Oceanus Procellarum, a l'hemisferi occidental de la Lluna. Es troba al sud-est del cràter de mida similar a Hansteen, i a l'oest-sud-oest del cràter inundat de lava Letronne.

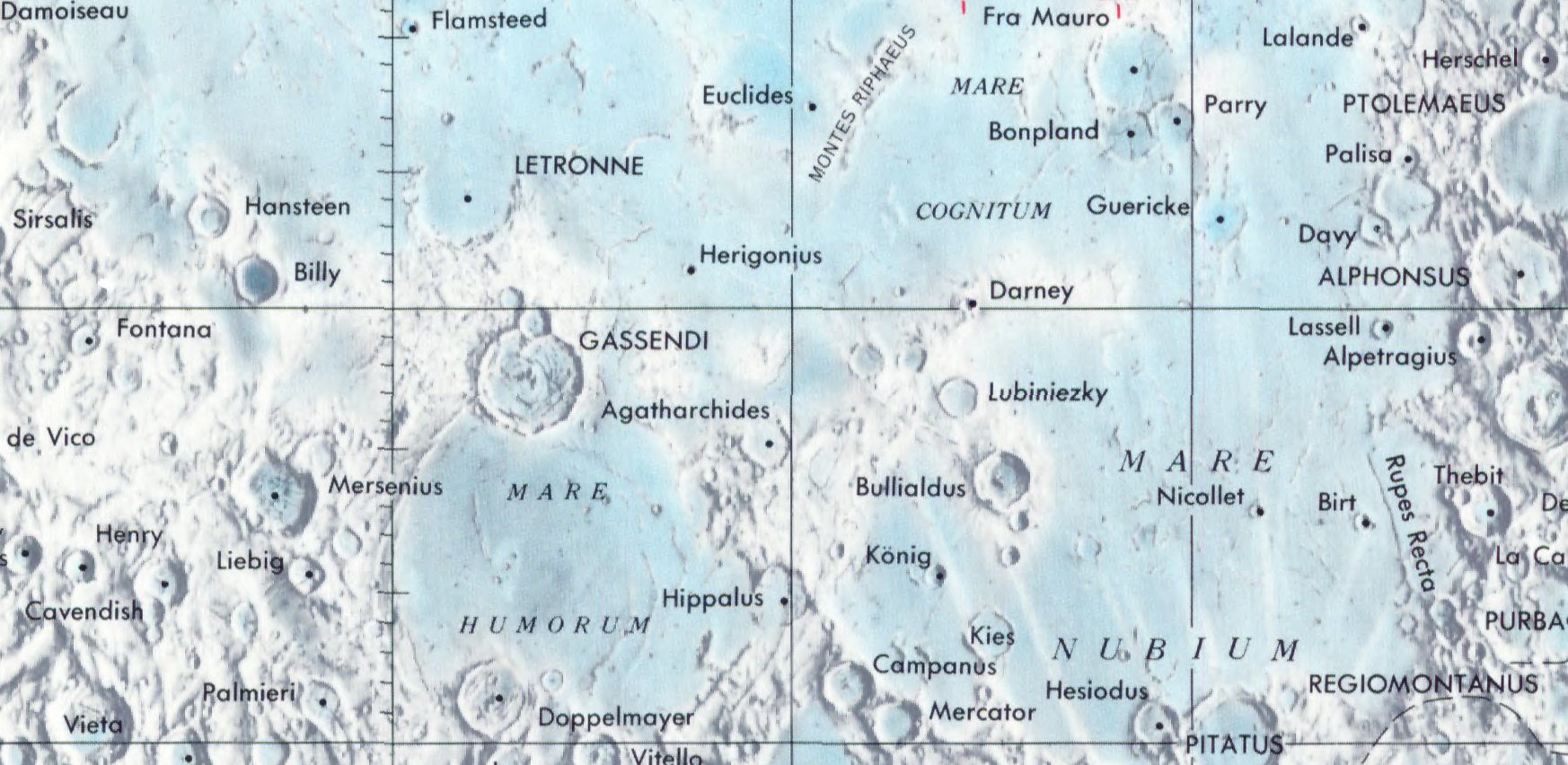
Localització de Billy (centre esquerra de la imatge)
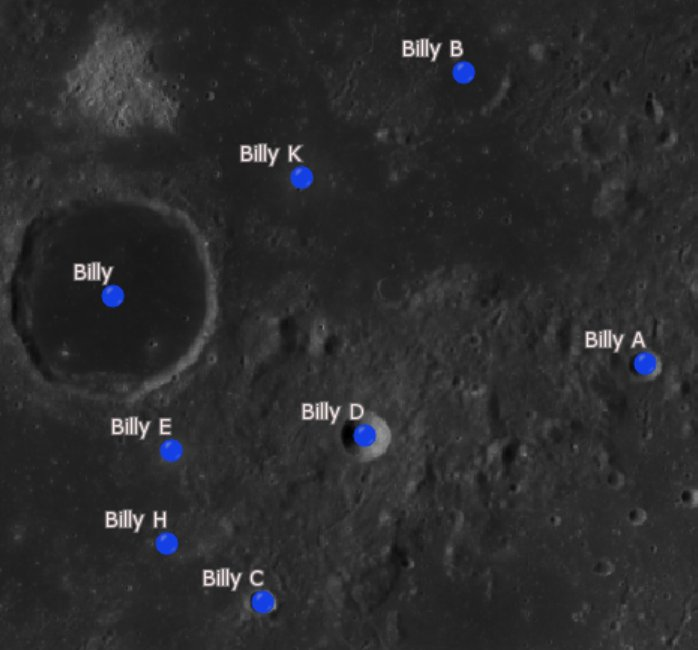
Cràters satèl·lit

El sòl interior de Billy va ser inundat per lava basàltica, deixant una superfície fosca a causa de el baix albedo. La porció de la vora que queda damunt de la superfície és estreta i baixa, amb una paret interior prima. Només uns pocs cràters minúsculs marquen l'interior.
Al nord del cràter es localitza una formació muntanyosa triangular anomenada Mons Hansteen. Al sud-est de Billy es localitza un canó, designat Rima Billy, que discorre fins a 70 quilòmetres cap al sud.

## Cràters satèl·lit
Per convenció aquests elements són identificats en els mapes lunars posant la lletra en el costat del punt central del cràter que està més proper a Billy.
| Billy | Coordenades                          | Diàmetre |
| ----- | ------------------------------------ | -------- |
| A     | 14° 18′ S, 46° 18′ O / 14.3°S,46.3°O | 7 km     |
| B     | 12° 12′ S, 47° 36′ O / 12.2°S,47.6°O | 25 km    |
| C     | 16° 06′ S, 49° 00′ O / 16.1°S,49.0°O | 6 km     |
| D     | 14° 54′ S, 48° 18′ O / 14.9°S,48.3°O | 11 km    |
| E     | 15° 00′ S, 49° 36′ O / 15.0°S,49.6°O | 2 km     |
| H     | 15° 36′ S, 49° 36′ O / 15.6°S,49.6°O | 3 km     |
| K     | 12° 54′ S, 48° 42′ O / 12.9°S,48.7°O | 4 km     |